# Pampanito (Venezuela)
Pour les articles homonymes, voir Pampanito.
Pampanito est une ville de l'État de Trujillo au Venezuela, capitale de la paroisse civile de Pampanito et chef-lieu de la municipalité de Pampanito.